# Hirundapus cochinchinensis
Hirundapus cochinchinensis е вид птица от семейство Бързолетови (Apodidae).

## Разпространение
Видът е разпространен във Виетнам, Индия, Индонезия, Камбоджа, Китай, Лаос, Малайзия, Мианмар, Непал, Сингапур и Тайланд.